# Селвацано Дентро
Селваца̀но Дѐнтро (на италиански: Selvazzano Dentro; на венециански: Selvasan, Селвасан) е град и община в Северна Италия, провинция Падуа, регион Венето. Разположен е на 18 m надморска височина. Населението на общината е 22 866 души (към 2014 г.).

## Известни личности
Починали в Селвацано Дентро
- Мелкиоре Чезароти (1730 – 1808), поет